# Travma (TV- serija)
Travma (izvirno Trauma) je ameriška akcijska drama, ki jo je NBC predvajal med 28. septembrom 2009 in 26. aprilom 2010.
Serija nam predstavi delo reševalcev, ki opravljajo enega izmed najnevarnejših medicinskih poklicev na svetu. Travmatološka ekipa iz splošne bolnišnice San Francisco vedno prva prispe na mesto nesreče, bodisi po kopnem, morju ali zraku.

## Sezone
| Sezone   | Epizode | Prvič predvajano na NBC             | Prvič predvajano na TV3   |
| -------- | ------- | ----------------------------------- | ------------------------- |
| 1.sezona | 18      | 28. september 2009 - 26. april 2010 | 28. november 2010 - danes |

## Glavni igralci
- Derek Luke (Cameron Boone)
- Anastasia Griffith (Nancy Carnahan)
- Aimee Garcia (Marisa Benez)
- Kevin Rankin (Tyler Briggs)
- Taylor Kinney (Glenn Morrison)
- Jamey Sheridan (Dr. Joseph "Joe" Saviano)
- Cliff Curtis (Reuben "Rabbit" Palchuck)

## Nagrade in priznanja
- 2010 Nominacija za Golden Reel nagrado